# Kalaša
Kalaša, napisana tudi kalaš ali kalasa, imenovana tudi ghat ali ghot (sanskrt कलश kalaśa, telugu కలశము kanada: ಕಳಶ dobesedno 'vrč, lonec'), je kovinski (medeninast, bakren, srebrn ali zlat) lonec z veliko osnova in majhnim vratom, dovolj velikim, da sprejme kokos.
Včasih se kalaša nanaša tudi na takšen lonec, napolnjen z vodo in prekrit z vencem mangovih listov in kokosa. Ta kombinacija se pogosto uporablja v hindujskih obredih in upodobljena v hindujski ikonografiji. Celotna ureditev se imenuje Purna-Kalaša (पूर्णकलश), Purna-Kumbha (पूर्णकुम्भ) ali Purna-ghata (पूर्णघट). Vsako od teh imen dobesedno pomeni »polna ali popolna posoda«, ko se lonec imenuje Kalaša (da bi se izognili zmedi, bo ta članek lonec imenoval Kalaša, celotno ureditev pa Purna-Kalaša).
Včasih je kalaša namesto z vodo napolnjena s kovanci, žitom, dragulji, zlatom ali kombinacijo teh predmetov. Venec iz 5, 7 ali 11 listov manga je nameščen tako, da se konice listov dotikajo vode v kalaši. Kokos je včasih ovit z rdečo krpo in rdečo nitjo; vrh kokosa (imenovan šira – dobesedno 'glava') ostane nepokrit. Okoli kovinskega lonca je privezana sveta nit. Šira je obrnjena proti nebu.
Kalaša je v džainizmu obravnavana kot ugoden predmet. Kalaša se uporablja kot ceremonialni predmet, pa tudi kot okrasni motiv v indijski umetnosti in arhitekturi. Motiv kalaša je bil uporabljen pri okraševanju baz in kapitelov stebrov iz 5. stoletja.

## V hinduizmu
Purna-Kalaša velja za simbol obilja in 'vir življenja' v Vedah. Purna-Kumbha je predvsem vedski motiv, znan iz časa Rigvede. Imenuje se tudi Soma-Kalaša, Čandra-Kalaša, Indra-Kumbha, Purnaghata, Purna-Virakamsja, Bhadra ghata ali Mangala ghata. V Vedah se imenuje »prepolna polna vaza« (purno-asja Kalaša).
Kalaša naj bi vsebovala amrito, eliksir življenja, in zato velja za simbol obilja, modrosti in nesmrtnosti. Kalaša se v hindujski ikonografiji pogosto vidi kot atribut v rokah hindujskih božanstev, kot je bog stvarnik Brahma, bog uničevalec Šiva kot učitelj in boginja blaginje Lakšmi.
Verjame se, da je Purna-Kalaša simbol ugodnosti, ki uteleša Ganeša, odstranjevalca ovir, ali njegovo mater Gauri, boginjo gospodinjske obilice ali Lakšmi. Purna-Kalaša se časti na vseh hindujskih praznikih, povezanih s poroko in rojstvom otroka, kot boginja mati ali Devi. Kovinski lonček ali kalaša v tem kontekstu predstavlja materialne stvari: posodo plodnosti – zemljo in maternico, ki neguje 
življenje. Listi manga, povezani s Kamo, bogom ljubezni, simbolizirajo vidik užitka plodnosti. Kokos, pridelek za prodajo, predstavlja blaginjo in moč. Voda v loncu predstavlja življenjsko sposobnost Narave.
Včasih je na kokos Purna-Kalaša pritrjen srebrn ali medeninast obraz boginje. V tej obliki Purna-Kalaša simbolizira boginjo kot manifestacijo matere zemlje z njeno vodo, minerali in vegetacijo. Ta metoda Kalaš pooja (čaščenja) je Višnuju prišla prav tudi v gospodinjskih funkcijah.
Purna-Kalaša se časti tudi na hindujskih obredih, kot so Griha Praveša (segrevanje hiše), poimenovanje otrok, havan (ognjena žrtev), popravljanje doše Vaastu in vsakodnevno čaščenje.
Druge interpretacije Purna-Kalaša povezujejo s petimi elementi ali čakrami. Široko dno kovinskega lonca predstavlja element Prithvi (Zemlja), razširjeno središče - Ap (voda), vrat lonca - Agni (ogenj), odprtina ust - Vaju (zrak), listi kokosa in manga pa - Akaša (eter). V kontekstu čaker Šira (dobesedno 'glava') - vrh kokosa simbolizira Sahasrara čakro in Moola (dobesedno 'osnova') - osnova Kalaše - Muladhara čakra.
Kalaš je postavljen z ustreznimi rituali ob vseh pomembnih priložnostih. Postavljena je blizu vhoda v znak dobrodošlice.

## V džainizmu
Kalaša je simbol devetnajstega Tirthankara Malinatha. Vključen je tudi na sezname Aštamangala obeh sekt džainizma Svetambara in Digambara. Okoli Kalaše sta upodobljeni dve očesi, ki simbolizirata pravo vero in pravo znanje. Uporablja se za verske in družabne obrede. Uporablja se v templjih, ko se častijo določene podobe. Ob vstopu v nov dom je običajno nositi kalašo na glavi in recitirati mantre. Ta obred se izvaja za dobrodošlico milosti in sreče v novi dom. Prvič se pojavijo v kamnu v obdobju Kušanskega cesarstva (65–224 n. št.). Je simbol ugodja.

## V heraldiki
Različica kalaše brez kokosa, imenovana Purna Kumbha ali Purna Ghataka, je del uradnega državnega simbola zvezne države Andra Pradeš v Indiji.